# Hollister (Idaho)
Pour les articles homonymes, voir Hollister.
Hollister est une ville américaine située dans le comté de Twin Falls en Idaho.

## Démographie
| 1920 | 1930 | 1940 | 1950 | 1960 | 1970 |
| ---- | ---- | ---- | ---- | ---- | ---- |
| 159  | 113  | 100  | 80   | 60   | 57   |

| 1980 | 1990 | 2000 | 2010 | - | - |
| ---- | ---- | ---- | ---- | - | - |
| 167  | 144  | 237  | 272  | - | - |

Selon le recensement de 2010, Hollister compte 272 habitants. La municipalité s'étend sur 1,07 mille carré (2,77 km2).